# Somontín
Somontín é um município da Espanha, na província de Almería, comunidade autónoma da Andaluzia. Tem 19 km² de área e em 2021 tinha 444 habitantes (densidade: 23,4 hab./km²). Pertence à comarca do Valle del Almanzora, ao norte da província.